# جيفري أ. لوكوود
جيفري أ. لوكوود (بالإنجليزية: Jeffrey A. Lockwood)‏ هو كاتب أمريكي، ولد في 1960 في الولايات المتحدة.